# Nigilgia eucallynta
Nigilgia eucallynta is een vlinder uit de familie Brachodidae. De wetenschappelijke naam voor de soort is, als Phycodes eucallynta, voor het eerst geldig gepubliceerd in 1937 door Edward Meyrick.
De soort komt voor in het Afrotropisch gebied.